# 原田熊吉
原田熊吉（1888年8月8日—1947年5月28日）為大日本帝國陸軍軍人，最後官階為陸軍中將。大阪府出身。陸士22期、陸大28期。
中日戰爭開戰後，擔任第35師團長、第27師團長駐屯在中國大陸。之後擔任第16軍司令官與爪哇島佔領後的軍政長官，通令爪哇島住民領導人准許參加政治活動，並以司令官告身份組織成「軍政協力團・爪哇島奉公會」。大戰末期昭和20年擔任第55軍司令官，接著擔任四國軍管區司令官兼任本土決戰指揮之職。戰後被指名為戰犯，在新加坡樟宜被絞刑處決，享年59歲。

## 年譜
- 1910年（明治43年）5月 陸軍士官學校畢業
- 1916年（大正5年）11月 陸軍大學校畢業
- 1920年（大正9年）4月 陸軍歩兵大尉
- 1920年（大正9年）11月 參謀本部任職（駐在中國）
- 1933年（昭和8年）8月1日 陸軍步兵大佐
- 1935年（昭和10年）8月1日 近衛步兵第4連隊長
- 1937年（昭和12年）8月13日 驻华大使館任職武官
- 1938年（昭和13年）2月18日 华中派遣軍特務部長
- 1939年（昭和14年）10月2日 陸軍中將
- 1940年（昭和15年）5月25日 第35師團長
- 1942年（昭和17年）3月2日 第27師團長
- 1942年（昭和17年）11月9日 第16軍司令官
- 1945年（昭和20年）4月7日  第55軍司令官
- 1945年（昭和20年）6月15日 兼四國軍管區司令官
- 1947年（昭和22年）5月28日 在樟宜接受絞刑（享年59歲）